# Двигатель PRV

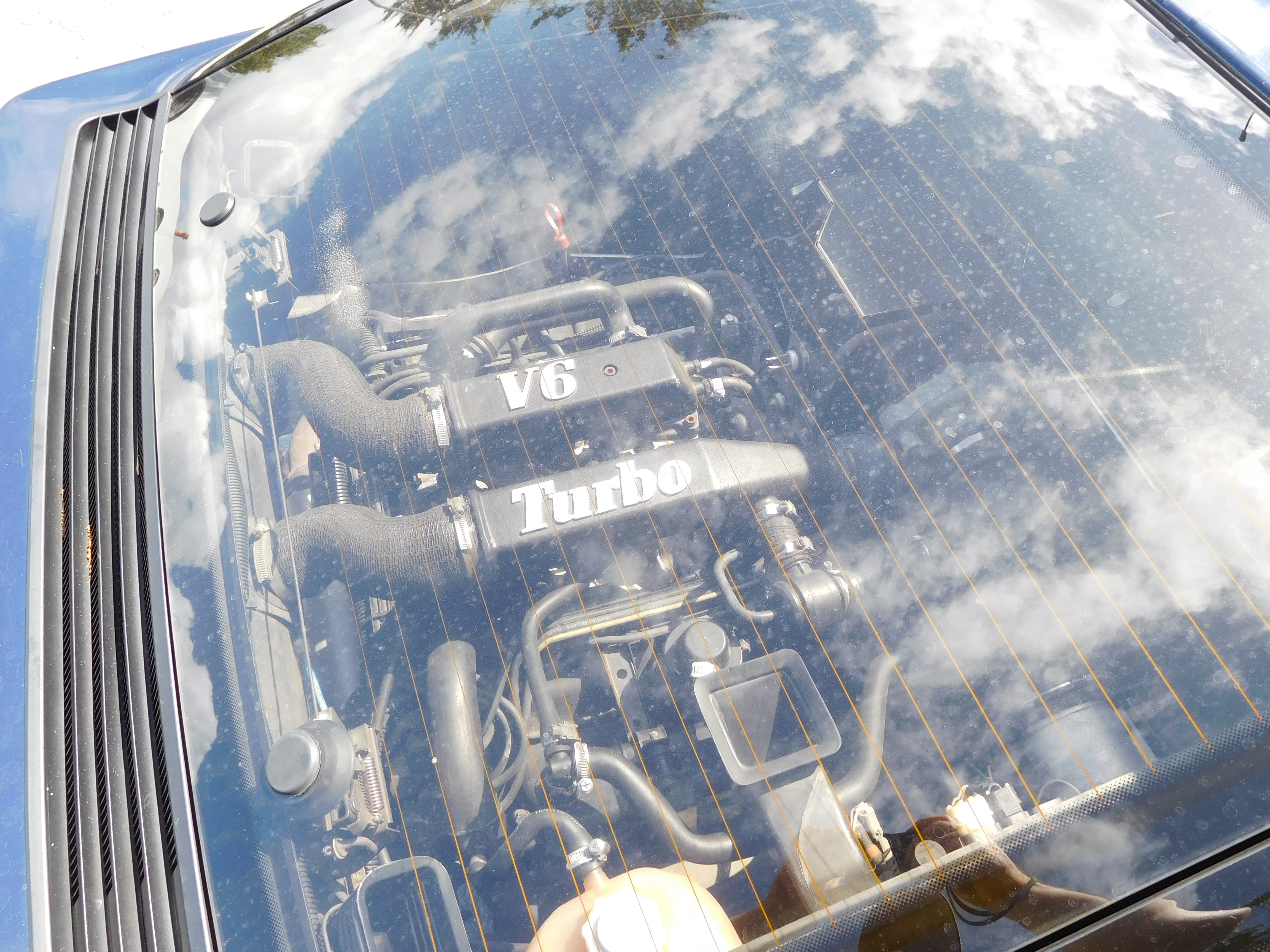
PRV в Alpine GTA Turbo

PRV — V-образный 6-цилиндровый бензиновый мотор, разработанный совместно с Peugeot, Renault и Volvo Cars. Двигатель применялся с 1974 по 1998. После 1994 был постепенно заменён ещё одним совместным проектом PSA-Renault, известным как двигатель ES на PSA и двигатель L в Renault. Он спроектирован и изготовлен компанией «Française de Mécanique» для PSA, Renault и Volvo.

## История создания
В 1966 году Peugeot и Renault заключили соглашение о сотрудничестве для производства общих компонентов. Первая совместная дочерняя компания La Française de Mécanique (также называемая Compagnie Française de Mécanique или просто FM) была запущена в 1969 году. Фабрика FM была построена в Дуврине около Линса на севере Франции. Двигатели PRV иногда называются двигателями Douvrin, хотя это имя чаще всего применяется к семейству 4-цилиндровых рядных двигателей.
В 1971 году Volvo присоединилась к Peugeot и Renault в создании компании PRV, компании с ограниченной ответственностью, которой каждый из трех производителей имел равную долю. Первоначально компания планировала строить двигатели V8, хотя позже планы были изменены в пользу меньшего по размерам и более экономичного V6.
Двигатель PRV можно рассматривать как двигатель V8 с двумя «отрезанными» цилиндрами, имеющими угол 90 градусов между головками блоков цилиндров, а не как обычно 60, но с шатунами на 120 градусов друг от друга. Maserati V6 Citroën SM следовал по удивительно похожей схеме развития.
Энергетический кризис 1973 года и налоги, взимаемые с объёма двигателя, превышающего 2,8 литра, сделали двигатели V8 несколько нежелательными и расширили рынок двигателей с меньшим объёмом.
Кроме того, Renault нуждался в двигателе V6, чтобы оснастить новый Renault 30. Внутреннее обозначение Renault для двигателя PRV было Z-Type.
Оборудование для сборки двигателей прибыло в Дуврин в начале июня 1973 года, а здания для производства двигателей были закончены в январе 1974 года. Первые двигатели PRV были официально установлены 3 октября 1974 года в Volvo 264. Установка была быстрой, а PRV V6 были установлены по меньшей мере в пяти разных моделях к концу 1975 года.
В 1984 году первый коммерчески доступный турбированный PRV V6 был установлен в Renault 25 V6 Turbo. В версии Renault Alpine GTA V6 Turbo использовались версии с турбонаддувом (по факту, тот же двигатель, что и на 25 Turbo, с 2,458 см³ (150,0 дюйм³)), Renault Alpine A610 и Renault Safrane Bi-turbo — как с 2,963 см³ (180,8 дюйм³) с низкой степенью сжатия. С 1997 года в ряде автомобилей Peugeot, Citroen и Renault с абсолютным придыханием были выпущены версии 1966 см³ (180,8 дюйм³) и 2 975 см³ (181,5 дюйм³) и трехлитровые двигатели с низкой и высокой степенью сжатия.
В то время как Renault работала с принудительной индукцией в PRV, Peugeot и Citroen разработали свои собственные 24-клапанные двигатели в качестве опции в 605 и XM соответственно. Степень сжатия осталась такой же, как у Renault 12v, но поршни отличались друг от друга, как и некоторые из зубчатых передач, и головки были перепроектированы для облегчения обслуживания (например, распределительный вал был установлен с противоположного конца). Этот двигатель был, однако, чрезвычайно дорогим, и он испытывал проблемы с изнашиванием камеры. Это было связано с тем, что выпускные клапаны имели общий лепесток, а каждый впускной клапан имел свою собственную лопасть. Это было, по крайней мере, частично разрешено путем использования керамических последователей в качестве последовательности повторений.
Между тем, производитель французских суперкаров Venturi разрабатывал собственные версии PRV. Самые мощные версии, которые они построили, были в Atlantique 300 на 207 киловатт (281 л. с., 278 л. с.) от одного турбонаддува 3.0 L 12v, и они успешно участвовали на 24 часах Ле-Мана с 600LM с двойным турбонаддувом 24v 3.0л. , выталкивая более 450 киловатт (610 л. с., 600 л. с.) в расчете на гоночную спецификацию, а дорожный отвод, 400GT управлял 300 киловаттами (408 л. с., 402 л. с.). Это использовало нижний конец низкого сжатия, общий для турбодвигателей Renault, соединенный с 24-клапанными головками цилиндров с на заказ рокерами и толкателями.
Peugeot также позволил небольшой группе инженеров создать команду для гонок на выносливость, и через несколько лет команда стала называться WM Peugeot. Конечная версия автомобиля использовала нижний конец с низким сжатием 3,0 литра, соединенный с заказными головками с двумя кулачками. Это единственный DOHC PRV. Этот автомобиль по-прежнему занимает рекордную скорость в 24 часа в Ле-Мане, установленный в 1988 году. Нажимая на охлаждающие воздухозаборники для улучшения аэродинамики, команде удалось протолкнуть автомобиль до 407 километров в час (253 миль в час) на 5 километрах (3,1 мили) прямо перед тем, как двигатель был разрушен.
Volvo начала уходить из консорциума PRV в конце 1980-х годов, перекладывая свою зависимость от силовой установки на собственные двигатели. Peugeot, Renault и Citroën продолжали использовать PRV до 1997 года.
После производства 970 315 единиц производство PRV V6 было прекращено 15 июня 1998 года.

## Проектирование

### Зажигание
Оригинальные инженерные работы, выполненные на двигателе V8, можно увидеть в результирующем двигателе V6: его головки блоков цилиндров расположены под углом 90 °, вместо гораздо более распространенных 60 °. Двигатели V8 почти повсеместно оснащены 90 ° конфигурациями, поскольку это позволяет использовать естественный режим работы. Двигатели V6, с другой стороны, обычно расположены под углом 60 ° (опять же из-за времени), но могут быть построены как двигатели на 90 °, либо с шагом в шахматном порядке, либо с раздельными шатунными шейками коленчатого вала. Двигатели 90 ° V6 имеют более короткие и более широкие головки блоков цилиндров, чем 60 °, что позволяет использовать низкий профиль капота.
Первые двигатели первого поколения (1974—1985) отличались неравномерным зажиганием Двигатели второго поколения PRV (введенные в 1984 году в Renault 25 Turbo) получили раздельные шатунные шейки коленчатого вала и даже зажигания, все с электронным управлением. Другими подобными примерами строения являются нечетные и ровные Buick V6 и Maserati V6, которые стоят в Citroën SM.

### Спецификации двигателя PRV
- - Z7U-702: используется в Renault 25 V6 Turbo
  - Z7U-730: версия с турбонаддувом, используемая в Renault Alpine V6 Turbo
  - Z7X-711: Используется в Eagle Premier / Dodge Monaco
  - Z7X-715: используется в Eagle Premier / Dodge Monaco
  - Z7X-726: Renault Safrane Bi-turbo
  - Z7X-744: Renault Alpine A610
  - ZM112: версия с карбюратором, используемая в Peugeot 504
  - ZMJ140: версия с непосредственным впрыском топлива, используемая в Peugeot 504
  - ZMJ-159: версия с непосредственным впрыском топлива, используемая в DeLorean DMC-12
  - ZN3J: версия с непосредственным впрыском топлива, используемая в США-spec Peugeot 505
  - ZNJK: версия с непосредственным впрыском топлива, используемая в Peugeot 604
  - Z6W-A 700: 2849 cc карбюраторная версия, используемая в Renault Alpine V6 GT

### Характеристики
- Мощность (DIN): 100 киловатт (136 л. с., 134 л. с.) при 92 об / сек (136 л. с. при 5500 об / мин)
- Мощность (SAE): 97 киловатт (132 л. с., 130 л. с.) при 92 об / сек (130 л. с. при 5500 об / мин)
- Крутящий момент (DIN): 215 ньютон метров (159 фунт-сила-фут) при 48 об / с
- Крутящий момент (SAE): 208 ньютон-метров (153 фунт-сила-фут) при 48 об / с (153 фунт-фут при 2750 об / мин)
- Степень сжатия: 8,8: 1
- Диаметр цилиндра: 91 миллиметр (3,58 дюйма)
- Ход поршня: 73 мм (2,87 дюйма)
- Объём: 2849 см³
- Порядок зажигания: 1-6-3-5-2-4
- Масса (вес): ~ 150 килограммов (331 фунт)

## PRV в машинах
Даты обозначают введение двигателя в данную модель.
- - Alpine A310 (Октябрь 1976 г.)
  - Alpine A610 (1991)
  - Alpine GT/GTA (1984)
  - Citroёn XM (1989)
  - DeLorean DMC-12 (1981—1983)
  - Dodge Monaco (1990—1992)
  - Eagle Premiere (1988—1992)
  - Halem V6
  - Lancia Thema (1984—1992)
  - Peugeot 504 купе/кабриолет (1974—1975)
  - Peugeot 505 (Июль 1986)
  - Peugeot 604 (Март 1975)
  - Peugeot 605 (1990)
  - Renault 25 (1984)
  - Renault 30 (Март 1975)
  - Renault Espace
  - Renault Laguna
  - Renault Safrane
  - Talbot Tagora (1980)
  - UMM Alter II (90’s)
  - Venturi (Все модели)
  - Volvo 242GLT/6/244GLT/6/245GLT/6c/262/262С/264/265 (Октябрь 1974)
  - Volvo 760 GLE (Февраль 1982)
  - Volvo 780 (1985)
  - Volvo 960 (Модели до 1991)